# Vanishing on 7th Street
Vanishing on 7th Street es una película de terror de 2010 dirigida por Brad Anderson y protagonizada por Hayden Christensen, Thandie Newton y John Leguizamo.

## Argumento
Paul, un proyeccionista de cine de Detroit, está leyendo sobre el incidente de Roanoke a la luz de una lámpara de mano cuando las luces se apagan repentinamente; al encenderse, descubre que el personal y los clientes desaparecieron, quedando solo la ropa tirada. Cuando se encuentra con un guardia que sostiene una linterna deducen que los que sostienen fuentes de luz están protegidas contra lo que hay en la oscuridad. Al escuchar sonidos en una tienda, el guardia va a investigar pero su linterna se apaga y desaparece; cuando Paul lo escucha gritar, su luz también se apaga. La escena cambia a un hospital donde una mujer, Rosemary, busca personas con vida y llama a un niño llamado Manny.
A la mañana siguiente, el reportero Luke Ryder despierta y descubre que no hay electricidad. Al salir de su apartamento, las calles del centro están vacías excepto por autos abandonados y ropa tirada. En la estación de televisión, también abandonada, encuentra una grabación de su novia desapareciendo en el aire cuando se apagan las luces. Una transmisión en vivo desde Chicago muestra a un presentador de noticias diciendo a la gente que se mantenga alerta.
Tres días después Luke está solo en la oscuridad, tratando de buscar baterías de linternas y revisando autos. Encuentra un bar alimentado por un generador portátil, donde el joven hijo del cantinero, James Leary, espera solo. James cree que su madre está en una iglesia al final de la calle y pronto regresará. Luke explica que son las once de la mañana, pero está oscuro yaque lo que sea que habita en la oscuridad debilita la luz y la energía, por lo que cada día las baterías se descargan más rápido y las horas de luz solar se vuelven más escasas. En paralelo, se ve constantemente caminando por las calles a una pequeña niña que no parece ser atacada por las sombras.
Más tarde, a Luke y James se les une Rosemary, quien llegó al bar buscando a su hijo Manny. Paul aparece en la calle con una fuerte conmoción cerebral explicando que fur tomado por la oscuridad, pero su lámpara se volvió a encender y reapareció. Paul les cuenta sobre el misterio de Roanoke, ya que ellos parecen estar experimentando lo mismo. Él les dice que la palabra "CROATOAN" se encontró tallada en un poste de una cerca en el sitio de la colonia vacía.
Con el generador fallando y Paul necesitando ayuda médica, Luke sugiere ir a Chicago. Él y Rosemary salen a la calle para recuperar uno de los camiones abandonados. Después de que sus linternas comienzan a perder energía, se ven obligados a regresar al hospital en busca de fósforos y baterías. En la calle, Rosemary ignora las advertencias de Luke de que el sonido del llanto de un bebé es solo la oscuridad que intenta engañarla. Ella es atraída por una farola solitaria y desaparece cuando se apaga la luz. De vuelta en el bar, el generador sufre un cortocircuito que hace que las luces parpadeen. Habiendo perdido de vista a James, Paul lo busca en los túneles del búnker debajo de la barra. Cuando las luces fallan, James, que lleva un collar de barras luminosas, está a salvo, pero Paul desaparece.
Luke logra empujar un camión de regreso al bar y escapa con James usando el generador para encender el camión. Cuando pasan la iglesia en la cuadra, James entra para encontrar a su madre. Luke se va, pero regresa después de ver la palabra "CROATOAN" tallada en el costado de un letrero. Cuando Luke sale del camión en la iglesia, la batería del auto se agota, las luces se apagan y Luke desaparece. James se encoge de miedo en la iglesia bajo el resplandor de las velas que lentamente comienzan a apagarse.
James se despierta a la luz del día y ve que la última vela ha estado encendida toda la noche. Aparece en el lugar Briana, la pequeña niña que recorre las calles constantemente y le explica que se ha mantenido a salvo gracias a que lleva calzado luminoso y una linterna que se recarga con energía solar, aunque James es consciente de que en algún momento el sol ya no proporcionará luz y la linterna se apagará.
Cuando salen de la iglesia, se encuentran con un caballo policía que come manzanas derramadas en el suelo y deciden llevarlo a Chicago. Mientras el sol se pone sobre los niños que abandonan la ciudad, la cámara se enfoca en el bar, proyectando las sombras de Luke, Paul y Rosemary viendo cómo los dos se van mientras cae la oscuridad. Cuando oscurece, la luz de Briana se enciende, asegurando su protección contra la oscuridad mientras comienzan su viaje.

## Elenco
- Hayden Christensen como Luke Ryder.
- Thandie Newton como Rosemary.
- John Leguizamo como Paul.
- Jacob Latimore como James Leary.
- Taylor Groothuis como Briana.
- Jordan Trovillion como Lisa
- Arthur Cartwrigh como Guardia de Seguridad.

## Producción
Está basada en un guion de Anthony Jaswinski, y fue producida para Herrick Entertainment. La película es la octava del director Brad Anderson y aparece Hayden Christensen, Thandie Newton y John Leguizamo en los papeles protagonistas. La grabación comenzó el 12 de octubre de 2009 en Detroit.

## Banda sonora
La banda sonora está compuesta por Lucas Vidal.

## Lanzamiento
La película fue lanzada para Zune y Xbox Live antes del lanzamiento en cines. El lanzamiento en Estados Unidos para cines fue para la primavera de 2011.